# 狼王子
《狼王子》（英語：Prince Of Wolf），是2016年三立華人電視劇週日十點檔系列第三十八部作品。由安心亞、張軒睿、古斌、陳語安、薛仕凌、林明禎領銜主演。2016年5月24日記者會，6月9日開鏡，10月28日全劇正式殺青，台視於7月3日起每週日晚上10點首播，三立都會台則於7月9日起每週六晚上10點播出。接檔《後菜鳥的燦爛時代》。劇末播出幕後花絮《狼情蜜意》播放漏網鏡頭。

。

## 播出時間

### 首播
| 頻道                  | 所在地             | 播出日期       | 播出時間                   |
| --------------------- | ------------------ | -------------- | -------------------------- |
| 台視主頻              | 臺灣               | 2016年7月3日   | 每週日 22:00 - 23:30       |
| 三立都會台            | 臺灣               | 2016年7月9日   | 每週六 22:00 - 23:30       |
| viki                  | 歐洲 · 美洲 · 印度 | 2016年7月3日   | 每週日 24:00 上架          |
| 星和都會台            | 新加坡             | 2016年8月27日  | 每週六 21:30 - 23:00       |
| 華語劇台              | 香港               | 2016年9月3日   | 每週六 13:00 - 14:30       |
| Astro雙星 Astro雙星HD | 马来西亚           | 2016年12月16日 | 每週一至週五 16:00 - 17:00 |
| J2                    | 香港               | 2017年5月1日   | 每週一至週五 19:00 - 20:00 |

### 重播
| 頻道   | 所在地 | 播出日期      | 播出時間             |
| ------ | ------ | ------------- | -------------------- |
| 翡翠台 | 香港   | 2020年1月19日 | 每週日 01:40 - 03:30 |

## 演員列表

### 主要演員
| 演員   | 角色            | 粵語配音 | 介紹 | 登場集數 |
| 安心亞 | 田蜜蜜          | 何璐怡   | 25歲，10月8日生日，平面攝影師，雜誌社的採訪員幫手，杜氏集團的特約攝影師。 田閩貴、劉美蓮之長女，田滋滋之姊，杜澤明之妻，杜浩維之大學學妹兼堂弟婦，小時候身體虛弱，因為妹妹出生才能重拾健康，但依然不能長時間曬太陽和泡溫泉。長期臥病的經歷，讓她對美好的世界更有感觸。也因此對攝影特別有興趣。蜜蜜的夢想是能拍出感動人心的照片，她堅信再美的風景，再不一樣的人，如果沒有一個好的攝影師，終究無法拍出其靈魂，感動不了人。所以她很勤奮，對拍照很執著，為了取景，上山下海在所不惜，為達夢想全力以赴。蜜蜜是在一個溫馨有愛的家庭裡長大的，爸爸媽媽都特別地寵她，妹妹雖然有時會跟她爭搶衣服化妝品，鬧鬧小彆扭，卻是極保護她這個姊姊。 蜜蜜很愛家人，也認為每個人都值得這樣的愛與關懷，無論何種情況下，她都不會拋棄自己關愛的人。所以在以為澤明有危險時，她明知自己只是個弱女子，尤其對山野生活毫無經驗，卻還是不顧一切地冒險去拯救澤明，因而觸動了澤明封閉的心……和澤明的相處，像是兩個世界的碰撞，她教他守規矩有禮節，他卻讓她看到了野性之美。澤明教會她認定一個人、一件事就勇往直前，不需要那些複雜的彎彎繞繞，而她也知道了讓澤明聽話最簡單的方法。每當澤明野性畢露的時候，只有蜜蜜可以安撫他...... 為了拍出一張夢想中的照片，在森林冒險犯難也在所不惜。視美國攝影師Annie Griffiths為偶像。在美國跟安妮大師學藝的一年間成為著名攝影師。第13集檢查出自己罹患再生不良性(小細胞性)貧血。第17集跟杜澤明結婚後接受骨髓移植手術，卻併發敗血症，康復後到日本跟 Annie Griffiths 工作，一年後懷有凱凱，凱凱5歲時懷有第二胎。 | 全劇     |
| 張軒睿 | 杜澤明 （Wolf） | 李鎮然   | 25歲，杜氏集團繼承人，田蜜蜜的助理，後來因為成為網紅而兼顧成為品牌模特兒和專屬代言人。 溫佩儀之子，杜百全之孫，杜奇宏、簡美惠之姪，杜浩維之堂弟，田蜜蜜之夫，田滋滋之姐夫，田閩貴、劉美蓮之女婿，1991年6歲的時候，因為全家露營，被杜奇宏設計而走失。迷路的小澤明遇到狼群，陰錯陽差解救了母狼後，後來昏迷在雪地中，被狼王相救，而被狼王養大。雖然離開了人類社會，但他並沒有完全失去人的能力，他見過登山客，看過他們用的東西，甚至還從他們的錄音機中學會了「流行歌」。只是他不知道和人類相處的「規則」，以致不小心救到田蜜蜜後，被迫重新「從頭開始做人」。兩人也因此展開攻防、挑逗與誘惑的求偶戲碼。 具備一切狼特質的他，擁有比一般人更多的「超能力」，動作敏捷、靈巧，運動能力強，能瀟灑地飛身縱躍山谷，來無影去無蹤！學習能力也強，過目不忘，轉眼能書寫，他甚至不需要太多的睡眠，銳氣逼人，更懂得狩獵佈局，輕易地將獵物鋃鐺入袋。比起人性的複雜多疑，他顯得單純而直率，也更霸道直接。 回到人的社會後，除了偶爾受到刺激會顯露出來的野性，其他他沒有不適應的地方，因為他要人家來適應他，他是狼，狼王。其他的都是臣子。唯一能降服他的只有一人，他認定的母狼，田蜜蜜，也因此對簡浩維敵視。與狼爸下山後住在田家, 喜歡田蜜蜜，認定她為“在世母狼”。第8集，因為簡浩維認祖歸宗，杜澤明也跟杜家“結拜”為“乾兒子”，卻拒絕。第10集認祖歸宗，回杜家，後搬出去住。杜氏集團戰略規劃總監, 跟浩維爭奪執行經理一職，田蜜蜜離開台灣的一年間，因為醉後被杜奇宏陷害而戒酒。第15集向蜜蜜求婚成功，但蜜蜜在接受眾人祝福時昏倒。第18集，蜜蜜從國外拍攝回國後辭職，到“老田家花草藥鋪”當店長。                                                                         | 全劇     |
| 古 斌  | 簡浩維／杜浩維  | 麥皓豐   | 26歲，杜氏集團總經理前特助，杜氏集團行銷業務部總監，杜奇宏的親生兒子。 杜奇宏、簡美惠之子，杜百全之孫，杜澤明之堂兄，溫佩儀之姪，忠犬男，浩維是蜜蜜的大學學長兼堂大伯，當年一起參加攝影社，在社內兩人感情好，好到連當時的女朋友都吃醋了，開口要他和蜜蜜斷絕往來，不然就分手，結果浩維選擇了蜜蜜，和女友分手，他也因此釐清了自己對蜜蜜的感情，不只是兄妹之情，還有更多。可惜蜜蜜一直很遲鈍，他也為了不要讓蜜蜜背負「害他和女朋友」分手的罪惡感，決定等蜜蜜「感情開竅」後再告白。他有信心，蜜蜜對他是有同樣心意的！出了社會之後，更利用自己的職位之便，經常介紹公司的案子給蜜蜜，拉近兩人關係，但因為是杜奇宏帶領他進公司，經歷了世事的歷練，外表有一定的光鮮和帥氣，蛻盡了男孩的浮躁之氣，那種內斂、氣定神閑的氣質、溫暖而謙和的笑容，無疑成了最具誘惑力的武器，能夠讓人心生信任和傾慕。 在愛情跟事業上，浩維都有忠犬的特質，愛情上他認定蜜蜜，在公司他則認定當初對他有知遇之恩的奇宏，既然他是奇宏的人馬，就應該替主子鞠躬盡瘁，也因此後來遭到奇宏挾恩圖報，利用他去對付澤明……第7集發現他其實是杜奇宏的私生兒子，就是杜澤明的堂兄。第17集被車撞倒，第18集康復後一年，正式成為杜氏集團繼承人。 | 全劇     |
| 陳語安 | 田滋滋          | 陳皓宜   | 22歲，藝術系大四學生。怕黑。 田閩貴、劉美蓮之幼女，田蜜蜜之妹，杜澤明之小姨，江平之未婚妻，她的出生全是為了提供姐姐臍帶血，從小家裡的重心就是在姐姐身上，因此凡事也習慣以照顧姐姐為主，甚至放棄出國成為插畫，但是偶爾心裡還是會有一些些的不平衡。性格俏皮活潑，姊妹倆感情很好，卻也常鬥嘴。在澤明剛住進田家的時候，對澤明特殊的狀況覺得有趣，常常會逗弄他，而澤明也不是個好欺負的人。兩人在家裡上演的大戰，雖然有時雞飛狗跳，但也促進了澤明和全家人的感情。因為常常在店裡幫忙，是田家草藥鋪之花，草藥店員工都很愛慕她，展開一連串的爆笑追求。原先對店內員工的示好都沒認真看待。因為從小家裡為了姊姊，花費了所有儲蓄，再加上青草藥店的式微，家裡的經濟環境其實一年不如一年。這讓滋滋更希望能夠交個高富帥男朋友，讓自己不用再擔心家裡的經濟問題，可以撐起她的天，可以幫她操心所有事情，可以讓她當個備受呵護的小公主。然而江平卻屢屢在沒人發現她的惆悵時安慰她；在大家放手把事情丟給滋滋時主動出手幫忙。種種體貼讓滋滋越來越注意到他…原本抗拒自己的心，不想接受一個平凡男子當作男朋友，但是江平的貼心，終究還是讓她捨棄麵包選擇愛情。但真正愛上後，竟然發現自己撿到寶…… 以為自己完全可以體會父母比較愛護姊姊的心，也以為自己全心願意做個姊姊的保護者，但當姊姊突然發病，媽媽竟然在沒有詢問之下，就擅自替她做主，滋滋爆發了…… 常常被父母忽視，也是田家草藥鋪之花，後來因為姐姐貧血病惡化，媽媽的自作主張，而令“隱形火山”猛烈爆發...。知道一年以來送花放在信箱裡的人就是江平，也在咖啡店當兼職，後來才發現他是富二代。第14集被江平告白，成為江平的女友。第18集已透露是江平的未婚妻。                                                             | 全劇     |
| 薛仕凌 | 江 平 （John）  | 李致林   | 22歲，田家的藥草店工讀生、田家雅房房客，一個不伸手向家裡要錢、自立自強的學生。 田滋滋之未婚夫，為了省錢，住在田家的分租雅房裡，還順帶在草藥店打工。黃神農和李時真的好兄弟，多才多藝，曾是田蜜蜜的吉他老師，也被提及可以溜滑板，因為和田家一家人相處的時間比較長，對於田家的狀況比較了解。 江平在草藥店雖然只是打工，但是地位卻隱然凌駕另外兩位正職員工。除了聰明、反應快，溫暖的微笑更是吸引大家聽他話的主因。在澤明初來乍到田家時，是協助澤明適應店裡人際關係的主力。甚至於澤明在回到家族企業時，江平除了自身的能力之外，原本的身分更成了澤明的最佳幫手。 看著滋滋在家裡的處境其實倍覺心疼，明明內心受傷卻還要佯裝無所謂。因此每當滋滋因為父母的忽視而心生落寞時，江平總是會給滋滋一朵花，並且附上一句鼓勵的話。這個及時雨總是會默默出現在信箱裡—因為收信永遠是滋滋負責的工作，所以每天一定會看到。滋滋瞞著父母接了一些打工，而其實這些薪資優渥的打工，也都是江平默默幫滋滋找到的。 江平也試著提醒田父田母對滋滋也要多多關心。對滋滋的感情由憐生愛。雖然知道滋滋總是希望找一個高富帥的男朋友，卻還是忍不住追求她。終於靠著江平的貼心與努力讓滋滋放棄了對高富帥的堅持，接受了這看似平凡小子的愛情。 田父田母只對於江平和滋滋兩人的關係樂見其成，卻忽略了江平一直想提醒的事。終於引來了一場田家的家庭風暴。此時的江平要如何幫助田家重新回到和樂的關係呢？對田滋滋由憐生愛，其實是自力更生的富二代。。因為是工商管理畢業生，成為杜氏集團戰略規劃總監特別助理，曾在酒店工作，但因為是董事長的兒子，而未能體驗基層工作。第14集向滋滋告白，成為滋滋的男友。                                                                                      | 3-18     |
| 林明禎 | 陳舒裴          | 凌晞     | 澤明的指腹為婚未婚妻，也是安妮大師的首席徒弟。 Lisa之女，性格活潑爽朗的鄰家大女孩，笑容彷彿和陽光一樣溫暖人心，外型非常亮眼，更是一位非常有能力的女攝影師，也就是安妮大師的首席徒弟，她的成就讓蜜蜜對她感到崇拜與景仰，由於長年跟隨著安妮大師工作，她時常需要上山下海，前往各種艱辛的祕境，當然狼族聖地也早在她的工作計畫之中，在各個密境之中捕捉野生動物與美景的瞬間…憑著天生對攝影的敏銳，再加上與野生動物長時間的相處，更讓她擁有了與動物的溝通能力，能夠了解和洞察動物的靈性與解讀動物語言。 澤明的指腹為婚未婚妻，儘管澤明早已失蹤，但二十幾年來，她和佩儀仍然維持著親密、猶如母女一般的關係，若不是舒裴對佩儀的關心和體貼，佩儀可能早已撐不過喪子之痛，舒裴也總是能討百全開心，在杜家人心中早已認定舒裴就是杜家的媳婦般。 舒裴回台籌備個人攝影展，甚至準備在台灣成立工作室回到台灣定居，工作空檔前往狼山拍攝，上山路途中偶然的在花田草藥舖結識了澤明和狼爸。舒裴第一眼見到狼爸並不感到恐懼甚至能溝通的上?! 這點讓澤明目睹後震驚不已，因為這是他見過第一個可以察覺狼爸內心與靈性的人類了，澤明對這女生開始留下了深刻印象。舒裴見到澤明時發現澤明眼神中的清澈與哀傷，猶如動物般的純潔和原始，開始對澤明產生興趣，更有股莫名的心疼感，舒裴希望可以找他當作自己的攝影展模特兒。舒裴一開始並不曉得澤明在狼山長大的過往，她對澤明從好奇演變成好感，兩人的相處猶如歡喜冤家，可以最輕鬆自在的相處卻又總是忍不住想拌拌嘴增添樂趣⋯兩人相處的氣氛非常融洽…但舒裴卻不知道眼前的大男孩就是她一直以來默默在等候的杜家澤明也就是自己指腹為婚的未婚夫…有著蜜蜜夢寐以求的工作，更是城堡裡真正的公主，對澤明和蜜蜜的關係，會開始激起什麼樣的漣漪與波瀾? | 8-18     |

### 其他演員
| 演員   | 角色                  | 粵語配音 | 介紹 | 登場集數             |
| 楊 烈  | 杜百全                | 陳永信   | 70歲，杜氏集團董事長, 專門代理銷售室外體育用品。 杜奇宏之父，杜浩維、杜澤明之祖父，溫佩儀、簡美惠之家翁，能夠創辦一家企業百全自然不是笨蛋，他早看出奇宏想接班心思，但他表面嚴厲，私底下其實心疼這二兒子好爭好鬥，卻能力不足。 精明能幹，卻不獨斷獨行，在公司內極有威望，只是現在年紀大了，難免有些力不從心，很多事情管不上。絕版的老頑固，極度重男輕女，門第、接班倫常觀念重，奉行『抱孫不抱子』的原則，對澤明這個聰明活潑的長子長孫極度疼愛，再加上對澤明多年流落在外過非人的生活，感到歉疚，再加上澤明的表現出乎意料之外的好。於是百全開始有將公司交給澤明的想法，因而引發奇宏和浩維強烈的妒忌心，造成一波危機……。 | 1,4-18               |
| 謝瓊煖 | 溫佩儀 （Mandy）      | 蔡惠萍   | 48歲，杜氏集團副總。 杜澤明之母，杜浩維之伯娘，杜奇宏之大嫂，杜百全之大媳婦，簡美惠之妯娌，「在家從父，出嫁從夫，夫死從子，子不在聽公公」的良家「富」女，也曾是杜百全的學生。丈夫因病去世後，又丟失了兒子，佩儀幾乎崩潰，要不是想著還要照顧公公，盡自己身為杜家兒媳的責任，她差點活不下來。這 20 年來，她很少出入社交場合，賢慧安靜，卻從來沒有放棄過尋回兒子的希望，終於讓她找回了澤明，她感激涕零，雖然這兒子變得野了，變得難懂了，但只要他能繼續留在身邊，她什麼都答應！ | 1,3-18               |
| 林 煒  | 杜奇宏 （二叔、二嘟） | 李錦綸   | 47歲，杜氏集團總經理。 簡美惠之夫，杜浩維之父，杜澤明之叔叔，杜百全之幼子，溫佩儀之小叔，奇宏表面小心翼翼討好著父親，在集團裡兢兢業業地工作，大家都為他抱不平，說董事長對他有偏見，他明明是個很好的接班人選啊！。誰也不曉得，當年澤明之所以被遺棄在深山，其實就是出自奇宏的私心。澤明被找回來後，奇宏大驚，幸好澤明模模糊糊的記憶裡只以為是自己走失了，對他這個叔叔並無怨言。奇宏壓抑住野心，對澤明更加親切，暗地裡卻進行著某種不為人知的計畫，從“保密條款”綁住杜澤明兩年開始…… | 1,3-18               |
| 阿 兜  | 狼爸                  |          | 撫養杜澤明長大,也是狼山的國王。第15集，狼爸和狼群已被獵人射殺。第16集康復。 | 1-10,15-16,18        |
| 鲶魚哥 | 黃神農                | 胡家豪   | 田家草藥鋪員工。跟古人神農和李時珍相比，他們對山藥的知識非常粗拙。 | 2-6,8,10-11,14-15,18 |
| 匡自文 | 李時真                | 巫哲棋   | 田家草藥鋪員工。跟古人神農和李時珍相比，他們對山藥的知識非常粗拙。 | 2-6,8,10-11,14-18    |
| 楊潔玫 | 劉美蓮                | 朱妙蘭   | 田蜜蜜、田滋滋之母，田閩貴之妻，田家草藥鋪老闆娘。 | 2-7,10-11,15-18      |
| 陳博正 | 田閩貴                | 朱子聰   | 田蜜蜜、田滋滋之父，劉美蓮之夫，牡丹村“老田家花草藥鋪”老闆。個性憨厚、調皮，喜歡釣魚和喝啤酒。 | 3-8,10-11,15-18      |

### 客串演出
| 演員   | 角色             | 粵語配音 | 介紹 | 登場集數                       |
| 張育誠 | 小澤明           | 成瑤孆   | 5歲時的杜澤明。 | 1-3,7,10,13-14,17-18（回憶裡） |
| 張育誠 | 凱凱             |          | 5歲，杜澤明、田蜜蜜之子，温佩儀之孫，杜百全之曾孫，劉美蓮、田閩貴之外孫。在狼山山路走丟，反而被他找到狼爸。              | 18                             |
| 林 聖  | 少年澤明         |          | 少年的杜澤明。 | 1                              |
| 豆 寶  | 狼 媽            |          | 撫養杜澤明長大，在他少年時生病過世。繼而為牠水葬，而牠的墓碑正是“狼族聖地”。                                             | 1                              |
| 張美琪 | 狼 群            |          | | 1                              |
| Q 比   | 狼 群            |          | | 1                              |
| 哈茲米 | 狼 群            |          | | 1                              |
| 蕭景鴻 | 獵 人            |          | 在森林獵殺狼群時被杜澤明逮住。                                                                                           | 1-2                            |
|        | 家 宏            |          | 獵人，第二次跟杜澤明交手時以麻醉劑槍擊他，但他們及後被狼爸襲擊。                                                         | 1-2                            |
| 王 琄  | 吳大嬸           |          | 田家草藥鋪員工。 | 2                              |
| 李國超 | 張先生           |          | 張小寶的爸爸。 | 3-4                            |
| 黃錦雯 | 張太太           |          | 目睹杜澤明和杜浩維的爭鬥，所以誤以為兒子被他傷害。                                                                       | 3-4                            |
|        | 張小寶           |          | 在樹上被卡住，有懼高症，被杜澤明救回。                                                                                   | 3-4                            |
| 鍾倫理 | 老 王            |          | 前杜氏集團工人，澤明親子活動的監督，卻發現他收受杜奇宏的賄款，故意造成帳篷意外。                                         | 4,13-15                        |
|        | Maggie           |          | 簡浩維的助理。 | 4                              |
| 葉德生 | 村 長            |          | 牡丹村村長。 | 4                              |
| 林靖哲 | David            |          | | 5-6                            |
| 吳珈瑋 | Lucy             | 成瑤孆   | 暗戀杜浩維，田蜜蜜之同學                                                                                                 | 6-8                            |
| 梁家榕 | 簡美惠           | 雷碧娜   | 杜奇宏之妻，杜浩維之母，杜澤明之嬸嬸，杜百全之媳婦，溫佩儀之妯娌，花店老闆娘。曾經是杜氏集團的女工。                     | 7(回憶裡)-9,17-18              |
| 何潔柔 | 田蜜蜜           | 何璐怡   | 國小生，因為發高燒住院，而對攝影萌生興趣。她也為小志家拍全家福，但當她長大後，小志已過世，其父也曾是杜氏集團單車設計師。 | 7,12（回憶裡）                 |
|        | 田滋滋           | 陳皓宜   | 國小生，姐姐因為發高燒住院，而對攝影萌生興趣。                                                                           | 7（回憶裡）                    |
| 朱宥丞 | 簡浩維／杜浩維   | 鄭麗麗   | 國小生。 | 7（回憶裡）                    |
| 劉紀範 | Penny            | 葉曉欣   | 雜誌社的採訪員，田蜜蜜之摯友。因為是第三代傳人，卻因為雜誌銷量欠佳而找蜜蜜幫忙。                                         | 11,16,18                       |
| 陳慕義 | 許國隆           |          | 單車師傅。小志的爸爸。杜氏集團單車師傅。後願意回杜氏集團。                                                               | 12                             |
| 蘇意菁 | 蘇麗芳           |          | 小志的媽媽。曾經為了小志的死不肯原諒許國隆，令許國隆離職十年。餃子館員工。曾經是杜氏集團的女工。已回許家。               | 12                             |
| 麥海淇 | 許小志           |          | 蜜蜜的院友。許國隆的兒子。因生病而手術失敗已經過世。                                                                     | 12 (回憶裡)                    |
| 高盟傑 | 李代書           |          | 李代書事務所代書。對滋滋性騷擾。                                                                                         | 13                             |
| 朱永德 | 朱醫師           |          | 替蜜蜜診斷身體檢查報告, 說她的貧血嚴重惡化。                                                                             | 13                             |
| 朱永德 | 朱醫師           | 16-18    | 替蜜蜜診斷身體檢查報告, 說她的貧血嚴重惡化。                                                                             |                                |
| 陳玉玫 | Lisa             |          | 陳舒裴之母, 美國Comwel 董事長，與杜氏集團成為合作夥伴。                                                                  | 15                             |
| 林秀琴 | Maggie           |          | 飯店顧客。 | 16                             |
| 吳品潔 | 方小姐 / Rebecca |          | 浩維的相親對象。 | 18                             |

## 收視率

### 台視週日首播收視率
| 播出日期       | 集數       | 標題                        | 平均收視 | 排名 | 幕後花絮 《狼情蜜意》 平均收視 | 備註                         |
| -------------- | ---------- | --------------------------- | -------- | ---- | ------------------------------ | ---------------------------- |
| 2016年7月3日   | 1          | 愛與信任                    | 1.57     | 1    | 1.06                           | 收視最高點1.94               |
| 2016年7月10日  | 2          | 北極星的眼淚                | 1.66     | 1    | 1.14                           | 收視最高點2.07               |
| 2016年7月17日  | 3          | 許願樹的約定                | 1.66     | 1    | 0.91                           |                              |
| 2016年7月24日  | 4          | 澤明的家人                  | 1.65     | 1    | 1.05                           |                              |
| 2016年7月31日  | 5          | 戀愛魔法                    | 1.65     | 1    | -                              |                              |
| 2016年8月7日   | 6          | Kiss Me                     | 1.19     | 2    | -                              | 阿不拉的三個女人收視率1.45   |
| 2016年8月14日  | 7          | 我們之間的距離              | 1.64     | 1    | -                              |                              |
| 2016年8月21日  | 8          | 走進你的世界                | 1.47     | 1    | -                              |                              |
| 2016年8月28日  | 9          | Listen To Your Heart        | 1.46     | 2    | -                              | 阿不拉的三個女人收視率1.49   |
| 2016年9月4日   | 10         | 抉擇                        | 1.44     | 1    | -                              | 與阿不拉的三個女人收視率相同 |
| 2016年9月11日  | 11         | I Miss You                  | 1.28     | 1    | -                              |                              |
| 2016年9月18日  | 12         | 愛是付出 情是包容           | 1.44     | 1    | -                              |                              |
| 2016年9月25日  | 13         | 不能控制的心跳              | 1.49     | 1    | -                              |                              |
| 2016年10月2日  | 14         | Only You Forever In My Mind | 1.31     | 1    | -                              |                              |
| 2016年10月9日  | 15         | 只要妳好好活著              | 1.68     | 1    | 0.99                           |                              |
| 2016年10月16日 | 16         | 二叔的秘密                  | 1.51     | 1    | -                              |                              |
| 2016年10月23日 | 17         | 救贖                        | 1.34     | 1    | -                              | 與阿不拉的三個女人收視率相同 |
| 2016年10月30日 | 18         | 1+1>2                       | 1.55     | 1    | -                              | 愛戀最終回                   |
| 平均收視率     | 平均收視率 | 平均收視率                  | 1.50     | -    | 1.03                           | 不含空格處                   |

- 由AC尼尔森調查，調查範圍是四歲以上收看電視之觀眾。
- 資料來源：凱絡媒體週報 （页面存档备份，存于）。

## 電視劇歌曲
| 曲別   | 歌名              | 演唱者 | 作詞           | 作曲              |
| 片頭曲 | 愛戀魔法          | 畢書盡 | 畢書盡、陳又齊 | 畢書盡、陳又齊    |
| 片尾曲 | 滿天星            | 李玉璽 | 李玉璽         | 李玉璽            |
| 插曲   | Funky Boy         | 畢書盡 | 陳彥允、陳又齊 | 陳彥允、陳又齊    |
| 插曲   | I Will Miss You   | 畢書盡 | 畢書盡、陳又齊 | 畢書盡、陳又齊    |
| 插曲   | Sweet Little Baby | 畢書盡 | 李晉瑋         | 李晉瑋            |
| 插曲   | Kiss me           | 安心亞 | 王藍茵         | Groovie K、宋秉洋 |
| 插曲   | 放大鏡            | 安心亞 | 管啟源         | 胡臻              |
| 插曲   | Goodbye My Lover  | 李玉璽 | 李玉璽         | 李玉璽            |
| 插曲   | 玩具熊            | 李玉璽 | 李玉璽         | 李玉璽            |

## 獎項

### 2016華劇大賞
| 年份   | 獲提名         | 獎項           | 結果 |
| ------ | -------------- | -------------- | ---- |
| 2016年 | 張軒睿、安心亞 | 最佳接吻獎     | 獲獎 |
| 2016年 | 林煒           | 最佳實力派演員 | 獲獎 |

## 製作團隊
- 導演：
  - 劉恩捷（第1-3集）
  - 劉恩捷、陳戎暉（第4-9集）
  - 劉恩捷、葉鴻偉（第10集）
  - 葉鴻偉（第11-18集）
- 監製：潘逸群、陳碧真
- 專案監製：羅雅安、陳慕函
- 製作人：俞惟中
- 助理監製：朱升惠
- 編劇統籌：陳碧真
- 編劇：
  - 陳碧真、詹韵如、羅雅安、陳慕函、朱升惠、王宥蓁（第1-2集）
  - 陳碧真、詹韵如、羅雅安、陳慕函、朱升惠（第3-18集）
- 企劃：楊秉儒
- 製作公司：三立電視、中威娛樂有限公司、昇華娛樂傳播
- 贊助單位
  - 臺視－大誠保險經紀人（第1-3集）
  - 三立電視－愛之味洛神紅纖
- 置入行銷：InFocus 手機、亞太電信、《愛上哥們》、Vidol

## 大事記
- 2016年5月23日，官方粉絲團成立。
- 5月24日，卡司公佈記者會。
- 6月9日，開鏡。
- 6月17日，官方粉絲團人數破1萬。
- 7月1日，舉辦首映會。
- 7月3日，首播。
- 7月5日，官方粉絲團人數破5萬。
- 8月22日，官方粉絲團人數破10萬。
- 10月28日，全劇殺青並舉行殺青酒宴。
- 10月30日，播出最終回。

## 爭議
1. 野孩子：劇情設定主角為一名被狼養大、離群索居十多年的野孩子，但他卻直立行走、能說流利語言、外型時尚，還戴手錶，髮型有層次且染色、指甲整齊、皮膚也相對白皙，完全不像是被狼扶養長大的野孩子。
2. 地理問題：劇中的「狼山」與人類居住的社會十分接近，難以解釋為何男主角會在山中渡過十數年而不下山。
3. 指狗為狼：所有劇中的「狼」其實是由哈士奇飾演，行為模式也形同寵物犬。在第二集中，疑似被誤認為「狼」被餵飼對於犬隻有毒性的巧克力，後來由犬隻的主人澄清並無此事。但由於劇中的狼實際上為狗，仍可能使觀眾認為狗可以吃巧克力[8]。
4. 棄置兔子：在劇中主角以不正確的方式抓兔子奔馳，引發觀眾撻伐。[9][10]

## 外部連結
- 官方网站－台視
- 官方网站－三立
- 官方网站－香港無綫電視
- 狼王子的Facebook專頁
- 狼王子 （页面存档备份，存于）－LINE TV(新版)
- YouTube上的三立華劇頻道
- 狼王子 （页面存档备份，存于）－Youtube

| 臺灣 台視主頻 每週日 22:00 - 23:30               | 臺灣 台視主頻 每週日 22:00 - 23:30                                   | 臺灣 台視主頻 每週日 22:00 - 23:30 |
| ------------------------------------------------ | -------------------------------------------------------------------- | ---------------------------------- |
|                                                  | 狼王子 （2016年7月3日－2016年10月30日） 狼王子傳說 （2016年11月6日） |                                    |
| 後菜鳥的燦爛時代 （2016年3月6日－2016年6月26日） | 浮士德的微笑 （2016年11月13日－2017年3月19日）                       |                                    |

| 臺灣 三立都會台 每週六 22:00 - 23:30             | 臺灣 三立都會台 每週六 22:00 - 23:30                                 | 臺灣 三立都會台 每週六 22:00 - 23:30 |
| ------------------------------------------------ | -------------------------------------------------------------------- | ------------------------------------ |
|                                                  | 狼王子 （2016年7月9日－2016年11月5日） 狼王子傳說 （2016年11月12日） |                                      |
| 後菜鳥的燦爛時代 （2016年3月12日－2016年7月2日） | 浮士德的微笑 （2016年11月19日－2017年3月25日）                       |                                      |

| 臺灣 三立戲劇台 每週日 22:00 - 24:00        | 臺灣 三立戲劇台 每週日 22:00 - 24:00    | 臺灣 三立戲劇台 每週日 22:00 - 24:00 |
| ------------------------------------------- | --------------------------------------- | ------------------------------------ |
|                                             | 狼王子 （2016年12月4日－2017年3月19日） |                                      |
| 愛上兩個我 （2016年8月14日－2016年12月4日） | 浮士德的微笑 （2017年3月19日－2017年）  |                                      |

| 新加坡 星和都會台 每週六 21:30 - 23:00            | 新加坡 星和都會台 每週六 21:30 - 23:00        | 新加坡 星和都會台 每週六 21:30 - 23:00 |
| ------------------------------------------------- | --------------------------------------------- | -------------------------------------- |
|                                                   | 狼王子 （2016年8月27日－2016年12月24日）      |                                        |
| 後菜鳥的燦爛時代 （2016年4月23日－2016年8月20日） | 浮士德的微笑 （2016年1月21日－2017年5月27日） |                                        |

| 香港 無綫網絡電視華語劇台 每週六 13:00 - 14:30、16:30 - 18:00、20:00 - 21:30及23:30 - 01:00                | 香港 無綫網絡電視華語劇台 每週六 13:00 - 14:30、16:30 - 18:00、20:00 - 21:30及23:30 - 01:00 | 香港 無綫網絡電視華語劇台 每週六 13:00 - 14:30、16:30 - 18:00、20:00 - 21:30及23:30 - 01:00                                                        |
| --- | ------------------------------------------------------------------------------------------- | --- |
| | 狼王子（原音版） （2016年9月3日－2016年12月31日）                                           | |
| 後菜鳥的燦爛時代 （2016年5月7日－2016年8月27日）                                                           | 浮士德的微笑 （2017年1月7日－2017年5月13日）                                                | |
| 香港 無綫電視J2 每週一至週五 19:00 - 20:00（如當日為賽馬日將會暫停播放）                                   |                                                                                             | |
| 他看她的第2眼 （2017年3月3日－2017年4月28日）                                                              | 狼王子（配音版） （2017年5月1日－2017年6月20日）                                            | 浮士德的微笑 （2017年6月22日－2017年8月8日） |
| 香港 無綫電視翡翠台 星期一（星期日深夜）01:40-03:30（每次播映兩集） · 1月27日暫停播映 · 5月4日 01:45-03:35 |                                                                                             | |
| 唯一繼承者 （2019年10月21日－2020年1月13日）                                                               | 狼王子 （2020年1月20日－2020年5月4日）                                                      | 宣傳易 （2020年5月11日－）（01:35-01:45）東張西望 （2020年5月11日－）（01:45-02:15）放棄我，抓緊我 （2020年5月11日－2020年9月21日）（02:15-04:10） |

| 马来西亚 Astro雙星、Astro雙星HD 每週一至週五 16:00 - 17:00 | 马来西亚 Astro雙星、Astro雙星HD 每週一至週五 16:00 - 17:00 | 马来西亚 Astro雙星、Astro雙星HD 每週一至週五 16:00 - 17:00 |
| ---------------------------------------------------------- | ---------------------------------------------------------- | ---------------------------------------------------------- |
|                                                            | 狼王子 （2016年12月16日－2017年1月26日）                   |                                                            |
| 我和我的十七歲 （2016年11月11日－2016年12月15日）          | 定制幸福 （2017年1月27日－2017年3月21日）                  |                                                            |

| 臺灣 三立綜合台 每週六 20:00－22:00       | 臺灣 三立綜合台 每週六 20:00－22:00    | 臺灣 三立綜合台 每週六 20:00－22:00 |
| ----------------------------------------- | -------------------------------------- | ----------------------------------- |
|                                           | 狼王子 （2019年5月4日－2019年8月31日） |                                     |
| 飛魚高校生 （2019年1月19日-2019年5月4日） | 月村歡迎你 （2019年8月31日－2019年）   |                                     |

| 马来西亚 Astro喜悦HD 每週一至週五 11:00 - 12:00 | 马来西亚 Astro喜悦HD 每週一至週五 11:00 - 12:00 | 马来西亚 Astro喜悦HD 每週一至週五 11:00 - 12:00 |
| ----------------------------------------------- | ----------------------------------------------- | ----------------------------------------------- |
|                                                 | 狼王子 （2019年5月7日－2019年）                 |                                                 |
| 我和我的十七歲 （2019年4月2日－2019年5月6日）   | 2019年7月1日起，Astro喜悅HD频道停播。           |                                                 |

| 臺灣 三立國際台 每週日 22:00 - 00:00             | 臺灣 三立國際台 每週日 22:00 - 00:00   | 臺灣 三立國際台 每週日 22:00 - 00:00 |
| ------------------------------------------------ | -------------------------------------- | ------------------------------------ |
|                                                  | 狼王子 （2020年8月2日－2020年11月8日） |                                      |
| 後菜鳥的燦爛時代 （2020年4月26日-2020年7月26日） | 飛魚高校生 （2020年11月15日-）         |                                      |